# Дурга (Кировская область)
Дурга — деревня в Кильмезском районе Кировской области России. Входит в состав Рыбно-Ватажского сельского поселения.

## География
Деревня находится в юго-восточной части Кировской области, в зоне хвойно-широколиственных лесов, на расстоянии приблизительно 44 километров (по прямой) к северо-северо-западу (NNW) от посёлка городского типа Кильмезь, административного центра района. Абсолютная высота — 142 метра над уровнем моря.
Климат
Климат характеризуется как умеренно континентальный, с тёплым летом и умеренно суровой снежной зимой. Среднегодовая температура — 2,2 °C. Средняя температура воздуха самого холодного месяца (января) составляет −14 °C (абсолютный минимум — −49 °С); самого тёплого месяца (июля) — 18,5 °C (абсолютный максимум — 39 °С). Безморозный период длится в течение 126—131 дня. Годовое количество атмосферных осадков — 500—525 мм, из которых 313—426 мм выпадает в тёплый период года. Снежный покров держится в течение 150—180 дней.

## Население
| 2010 | 2014 | 2015 |
| ---- | ---- | ---- |
| 4    | ↗7   | →7   |

Половой состав
По данным Всероссийской переписи населения 2010 года в гендерной структуре населения мужчины составляли 50,6 %, женщины — соответственно 49,4 %.
Национальный состав
Согласно результатам переписи 2002 года, в национальной структуре населения удмурты составляли 60 % из 50 чел., русские — 26 %.